# 花岡菊子
花岡 菊子（はなおか きくこ、1910年9月11日 - 1984年6月12日）は、日本の女優である。出生名は瀧川 幾代（たきがわ いくよ）、結婚後本名は松崎 幾代（まつざき いくよ）。1920年代末の松竹蒲田撮影所の喜劇女優として知られ、戦後は新東宝に所属、脇役俳優として映画に多く出演した。

## 人物・来歴

### 松竹キネマの時代
1910年（明治43年）9月11日、静岡県静岡市寺町（現在の同県同市葵区駿河町）に生まれる。『一九三三年版 オール松竹俳優名鑑』（蒲田雑誌社）には「1911年9月1日出生」との旨の記述がみられる。
旧制小学校卒業後、旧制・静岡精華高等女学校（現在の静岡大成高等学校）に進学、1928年（昭和3年）3月、同校を卒業する。東京に移り、同年10月1日付で松竹蒲田撮影所に入社、同年11月25日に公開されたサイレント映画『飛行機花婿』（監督佐々木恒次郎）で映画界にデビューした。同作で主演した斎藤達雄とはコンビとなり、同じ佐々木恒次郎監督による『珍客往来』（1929年）や『裏町の大将』（同年）、清水宏監督による『村の王者』等に主演、多くのコメディ映画に出演した。
1929年（昭和4年）1月、大幹部に鈴木伝明、幹部に岡田時彦、高田稔、結城一朗、斎藤達雄、龍田静枝、筑波雪子が昇進したときに、山内光、浪花友子、青山万里子、及川道子、川崎弘子、谷崎龍子とともに、満18歳で準幹部に昇進した。同年8月1日に公開された清水宏監督の『陽気な唄』に助演、記録の上では、同作で初めて結城一朗と共演したことになる。1930年（昭和5年）1月26日に公開された西尾佳雄監督の『スポーツ精神』、同年2月8日に公開された佐々木恒次郎監督の『黒百合の花』、同年2月22日に公開された清水宏監督の『紅唇罪あり』と立て続けに結城とともに主演、ないしは恋人役を演じた。1933年（昭和8年）8月24日に公開された清水宏監督の『旅寝の夢』に助演したのを最後に、松竹下加茂撮影所へ異動、時代劇に転向した。
1935年（昭和10年）初頭、結城も追って下加茂に異動になり、同年6月27日に公開された衣笠貞之助監督の『雪之丞変化 第一篇』で、数年ぶりに共演している。翌1936年（昭和11年）9月に、6歳上の俳優・結城一朗（本名松崎龍雄、1904年 - 1988年）と結婚、その後、2男1女をもうけた。1941年（昭和16年）には、夫婦ともども、松竹を退社した。

### 東宝争議を経て新東宝へ

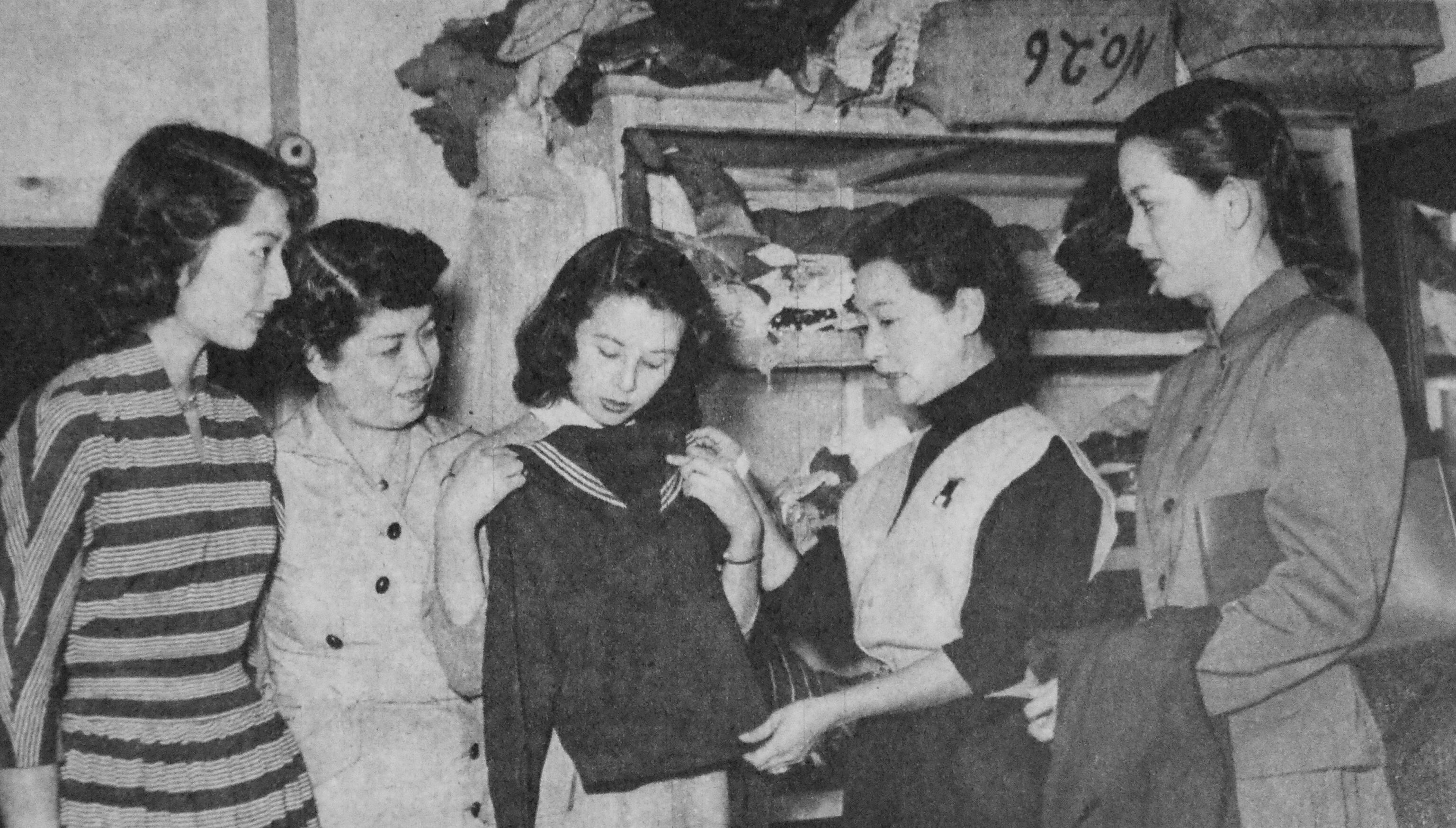
映画『恋文』（1953年）の衣装合わせ。左から、香川京子、花岡菊子、久我美子、田中絹代、関千恵子。

1年ほどのブランクを経て、東京の東宝映画（現在の東宝）に移籍、1943年（昭和18年）1月3日に公開された滝沢英輔監督の『伊那の勘太郎』に出演している。以降、第二次世界大戦終結後も、東宝に所属した。終戦直後の1945年（昭和20年）12月、東宝の高勢実乗の一座に加わり、吉本興業直営の京都のヤサカ劇場で、舞台実演『花嫁入来』に出演した記録が残っている。
1947年（昭和22年）3月、東宝争議から生まれた新東宝映画製作所（のちの新東宝）に参加、同年5月6日に公開された、同じく新東宝に参加した萩原遼監督の『大江戸の鬼』や、同年6月10日に公開された、同じく斎藤寅次郎監督の『見たり聞いたりためしたり』に出演する。以降、同社が倒産するまで、同社に所属して脇役俳優を続けた。その後は、『特別機動捜査隊』等、映画会社が製作するテレビ映画にも多く出演した。
満69歳を迎えた1979年（昭和54年）、マツダ映画社が製作した『地獄の蟲』（監督山田達雄）に夫婦ともども出演し、戦前以来の映画共演となった。
1984年（昭和59年）6月12日、死去した。満73歳没。夫の結城は、1988年（昭和63年）9月15日、満84歳で死去した。

## フィルモグラフィ

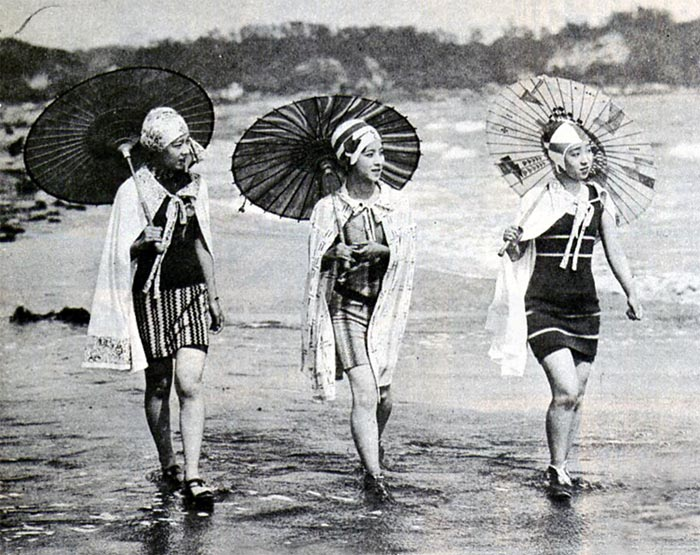
白木屋の広告（1929年）、左から辻英子、花岡（満18歳）、宝光子。

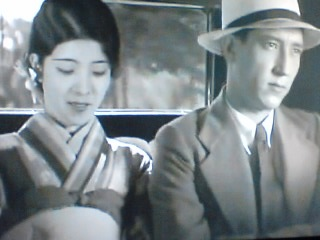
『靑春の夢いまいづこ』（1932年）出演時、満22歳。左から花岡、江川宇礼雄。

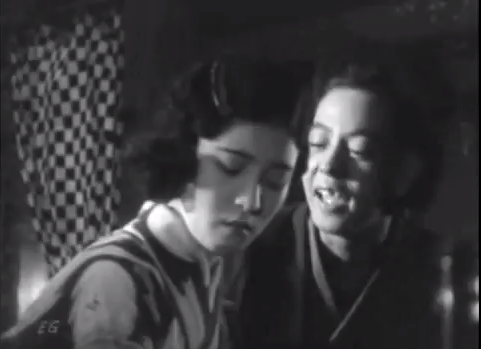
『生さぬ仲』（1932年）出演時、満22歳。左から花岡、阿部正三郎。

すべてクレジットは「出演」である。公開日の右側には役名、および東京国立近代美術館フィルムセンター（NFC）、マツダ映画社所蔵等の上映用プリントの現存状況についても記す。同センター等に所蔵されていないものは、とくに1940年代以前の作品についてはほぼ現存しないフィルムである。資料によってタイトルの異なるものは併記した。

### 松竹蒲田撮影所
特筆以外すべて製作は「松竹蒲田撮影所」、すべて配給は「松竹キネマ」、特筆以外すべてサイレント映画である。
- 『飛行機花婿』 : 監督佐々木恒次郎、1928年11月25日公開 - デビュー作
- 『青春交響楽』 : 監督野村芳亭、1928年12月31日公開 - とし子
- 『珍客往来』 : 監督佐々木恒次郎、1929年1月10日公開
- 『あひる女』 : 監督清水宏、1929年3月9日公開 - その許婚・内海初枝
- 『噴泉騒動』 : 監督佐々木恒次郎、1929年3月24日公開
- 『街の抒情詩』 : 監督重宗務、1929年4月6日公開
- 『村の王者』 : 監督清水宏、1929年6月7日公開 - 恋人・お春
- 『陽気な唄』 : 監督清水宏、1929年8月1日公開 - 不二子
- 『浪花小唄』 : 監督重宗務、1929年8月8日公開
- 『裏町の大将』 : 監督佐々木恒次郎、1929年10月10日公開
- 『父の願ひ』 : 監督清水宏、1929年11月8日公開 - その娘・お達
- 『ちよつと出ました三角野郎』 : 監督佐々木恒次郎、1930年1月5日公開 - お花、55分尺で現存（NFC所蔵[11]）
- 『スポーツ精神』 : 監督西尾佳雄、1930年1月26日公開
- 『黒百合の花』[2][4]（『黒ゆりの花』[5]） : 監督佐々木恒次郎、1930年2月8日公開
- 『紅唇罪あり』 : 監督清水宏、1930年2月22日公開 - 妹・道子
- 『生きる力』 : 監督西尾佳雄、1930年2月製作・公開 - 妹はる、70分尺で現存（NFC所蔵[11]）
- 『黎明の世界』 : 監督重宗務、1930年4月3日公開
- 『麗人』 : 監督島津保次郎、1930年4月26日公開 - 桃子（百合子の妹）、158分尺で現存（NFC所蔵[11]）
- 『抱擁』 : 監督清水宏、1930年6月13日公開
- 『嫁とり根気比ベ』 : 監督佐々木恒次郎、1930年6月26日公開
- 『女よ! 君の名を汚す勿れ』 : 監督五所平之助、1930年8月15日公開
- 『アラ! 大漁だね』[4]（『あら! 大漁だね』[5]） : 監督斎藤寅次郎、1930年8月22日公開
- 『浮気ばかりは別者だ』 : 監督清水宏、1930年9月19日公開 - 村の娘・お照
- 『絹代物語』 : 監督五所平之助、1930年10月10日公開
- 『愛慾の記』 : 監督五所平之助、1930年11月10日公開
- 『感激の春』 : 監督池田義信、1931年1月5日公開
- 『餓鬼大将』 : 監督清水宏、1931年1月15日公開 - 昭二の許婚・お繁
- 『女給哀史』 : 監督五所平之助、1931年1月22日公開
- 『夜ひらく』 : 監督五所平之助、1931年3月6日公開
- 『混線ニタ夫婦』 : 監督清水宏、1931年3月20日公開 - みよ子
- 『受難の青春』[4]（『受難青春』[5]） : 監督佐々木康、1931年3月27日公開
- 『有憂華』 : 監督清水宏、1931年4月3日公開
- 『愛よ人類と共にあれ 前篇 日本篇』 : 監督島津保次郎、1931年4月17日公開 - 芸者君勇、『愛よ人類と共にあれ』前後篇合計242分尺で現存（NFC所蔵[11]）
- 『愛よ人類と共にあれ 後篇 米国篇』 : 監督島津保次郎、1931年4月17日公開 - 芸者君勇、同上[11]
- 『愛の闘ひ』 : 監督島津保次郎、1931年6月6日公開
- 『落第未遂』 : 監督松井稔、1931年7月23日公開
- 『一太郎やあい』 : 監督野村芳亭、1931年7月31日公開
- 『人生の風車』 : 監督清水宏、1931年8月1日公開 - お常
- 『娘の意気高し』 : 監督斎藤寅次郎、1931年8月15日公開
- 『女の求むる男』 : 監督斎藤寅次郎、1931年9月1日公開
- 『島の裸体事件』 : 監督五所平之助、1931年9月11日公開
- 『愚弟賢兄』 : 監督五所平之助、1931年10月8日公開
- 『淑女倶楽部』 : 監督佐々木恒次郎、1931年11月28日公開
- 『いざ戦ひに』 : 監督佐々木恒次郎、1932年1月5日公開
- 『金色夜叉』 : 監督野村芳亭、1932年1月14日公開 - その娘お俊、82分尺で現存（NFC所蔵[11]）
- 『情熱 ラ・パシオン』 : 監督清水宏、1932年2月4日公開 - 令嬢・時子
- 『陸軍大行進』（『勅諭下賜五十年記念 陸軍大行進』[11]） : 監督清水宏・佐々木康・石川和雄・松井稔・井上金太郎・渡辺哲二、製作松竹蒲田撮影所・松竹下加茂撮影所、サウンド版、1932年5月6日公開 - 礼子、20分尺で現存（NFC所蔵[11]）
- 『陽気なお嬢さん』 : 監督重宗務、サウンド版、1932年6月3日公開 - その妹
- 『海の王者』 : 監督清水宏、サウンド版、1932年6月17日公開 - 金持ちの娘・お豊
- 『青春の夢いまいづこ』 : 監督小津安二郎、1932年10月13日公開 - 花嫁候補の令嬢、114分尺で現存（NFC所蔵[11]）
- 『風雲元禄史』[4]（『風雲元禄日記』[5]） : 監督稲葉蛟児、製作市川右太衛門プロダクション、1932年11月24日公開
- 『生さぬ仲』 : 監督成瀬巳喜男、1932年12月16日公開 - 女給、94分尺で現存（NFC所蔵[11]）
- 『与太者と芸者』 : 監督野村浩将、1933年1月26日公開 - 芸者藤千代、104分尺で現存（NFC所蔵[19]）
- 『恋の花咲く 伊豆の踊子』 : 監督五所平之助、サウンド版、1933年2月2日公開 - 芸妓、124分尺で現存（NFC所蔵[11]）
- 『應援団長の恋』 : 監督野村浩将、トーキー、1933年3月1日公開 - ユリ子の友達、78分尺で現存（NFC所蔵[11]）
- 『旅寝の夢』 : 監督清水宏、1933年8月24日公開 - 酌婦・おつね

### 松竹下加茂撮影所

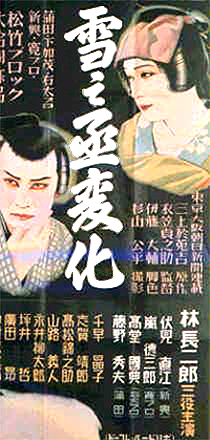
『雪之丞変化 第一篇』（1935年）のポスター。共演した結城一朗と翌年結婚している。

特筆以外すべて製作は「松竹下加茂撮影所」、すべて配給は「松竹キネマ」（のちに松竹）、特筆以外すべてトーキーである。
- 『雲霞の兇敵』 : 監督二川文太郎、サイレント映画、1933年10月22日公開 - 主演
- 『初陣』 : 監督冬島泰三、サウンド版、1933年11月1日公開
- 『三日月次郎吉』 : 監督大下宗一、サイレント映画、1933年12月22日公開
- 『浅太郎赤城の唄』 : 監督秋山耕作、1934年2月15日公開
- 『春姿だんだら染』 : 監督大下宗一、サイレント映画、1934年3月21日公開
- 『勝敗人斬賽』[4][6]（『勝敗人斬り橋』[5]） : 監督星哲六、サイレント映画、1934年3月29日公開
- 『槍さび恋慕』 : 監督二川文太郎、サイレント映画、1934年6月14日公開
- 『めをと大学』 : 監督二川文太郎、1934年6月28日公開
- 『お江戸日本橋』 : 監督大下宗一、サイレント映画、1934年6月製作・公開
- 『船場の暴君』 : 監督冬島泰三、サイレント映画、1934年7月26日公開
- 『旅烏けんか友達』 : 監督星哲六、サイレント映画、1934年8月22日公開
- 『林蔵出世旅』 : 監督二川文太郎、サイレント映画、1934年9月6日公開
- 『源三郎異変 必殺剣鬼の巻』 : 監督大曾根辰夫、サイレント映画、1934年10月17日公開 - お吉（水茶屋の女）
- 『源三郎異変 絢爛恋慕の巻』 : 監督大曾根辰夫、サイレント映画、1934年11月8日公開 - お吉（水茶屋の女）
- 『辻斬ざんげ』 : 監督二川文太郎、サイレント映画、1934年11月15日公開
- 『侠客曾我』 : 監督井上金太郎、サイレント映画、1934年12月31日公開 - おつた
- 『道中女仁義』 : 監督星哲六、サウンド版、1935年3月21日公開 - 湯女お米
- 『雪之丞変化 第一篇』 : 監督衣笠貞之助、製作松竹京都撮影所、1935年6月27日公開 - 芸者、新版総集篇『雪之丞変化』のみが97分尺で現存（NFC所蔵[11]）
- 『かごや判官』 : 監督冬島泰三、製作松竹京都撮影所、1935年7月14日公開 - お春、63分尺で現存（NFC所蔵[11]）
- 『御用唄鼠小僧』 : 監督中川信夫、製作市川右太衛門プロダクション、サウンド版、1935年9月5日公開 - 姉娘お七
- 『雪之丞変化 第二篇』 : 監督衣笠貞之助、製作松竹京都撮影所、1935年10月1日公開 - 芸者、第一篇に同[11]
- 『永久の愛 前後篇』 : 監督池田義信、製作松竹蒲田撮影所、1935年10月15日公開[5][6]
- 『疾風森の石松』 : 監督笠井輝二、サウンド版、1935年11月21日公開
- 『雪之丞変化 解決篇』 : 監督衣笠貞之助、製作松竹京都撮影所、1936年1月15日公開 - 芸者、第一篇に同[11]
- 『江戸節めをと姿』 : 監督大曾根辰夫、1936年3月5日公開
- 『三ン下お旦那』 : 監督近藤勝彦、1936年4月3日公開
- 『総州侠客伝』 : 監督秋山耕作、1936年4月29日公開
- 『男の街』 : 監督竹久新、製作第一映画、1936年10月22日公開 - 主演
- 『番町皿屋敷』 : 監督冬島泰三、1937年11月1日公開 - お仙
- 『鼠小僧初草鞋』 : 監督古野栄作、1937年12月15日公開
- 『御赦免船』 : 監督岩田英二、1937年12月25日公開
- 『黒田誠忠録』 : 監督衣笠貞之助、1938年6月17日公開 - 楓
- 『千両の腕』 : 監督笠井輝二、1938年7月1日公開
- 『権太の小判』 : 監督星哲六、1939年3月1日公開 - 女房おひさ
- 『月夜鴉』 : 監督井上金太郎、1939年3月16日公開 - 芸者、100分尺で現存（NFC所蔵[11]）
- 『殘菊物語』 : 監督溝口健二、製作松竹京都撮影所、1939年10月10日公開 - 芸妓小仲、143分尺で現存（NFC所蔵[20]）
- 『粗忽評判記』 : 監督小坂哲人、1939年11月9日公開 - 腰元かへで
- 『仇討恋人形』 : 監督冬島泰三、1940年3月14日公開 - 桐竹小重
- 『銭形平次捕物控 南蛮秘法箋』 : 監督笠井輝二、1940年4月25日公開
- 『阿新丸』 : 監督岩田英二、1940年5月30日公開
- 『弥次喜多怪談道中』 : 監督古野栄作、1940年7月13日公開 - お秀の方
- 『紅梅二筋道』 : 監督犬塚稔、1940年9月5日公開[5]
- 『高砂船』 : 監督星哲六、1941年1月7日公開 - その女房お徳

### 東宝
特筆以外すべて製作・配給は「東宝」、以降すべてトーキーである。
- 『伊那の勘太郎』（『伊那節仁義 「伊那の勘太郎」より』[11]） : 監督滝沢英輔、製作東宝映画、配給映画配給社、1943年1月3日公開 - 鳶屋おふさ、63分尺で現存（NFC所蔵[11]）
- 『名人長次彫』 : 監督萩原遼、製作東宝映画、配給映画配給社、1943年7月15日公開 - およね
- 『愉しき哉人生』[11]（『楽しき哉人生』[4]） : 監督成瀬巳喜男、製作東宝、配給映画配給社、1944年1月27日公開 - 妻・よね、72分尺で現存（NFC所蔵[11]）
- 『芝居道』 : 監督成瀬巳喜男、製作東宝、配給映画配給社、1944年5月11日公開 - 豊沢春昇、82分尺で現存（NFC所蔵[21]）
- 『人生とんぼ返り』 : 監督今井正、1946年6月27日公開 - 役名不明、80分尺で現存（NFC所蔵[22]）
- 『或る夜の殿様』 : 監督衣笠貞之助、1946年7月11日公開 - おきく、112分尺で現存（NFC所蔵[11]）
- 『霧の夜ばなし』 : 監督萩原遼、1946年9月10日公開 - 菊香、70分尺で現存（NFC所蔵[11]）
- 『愛の宣言』[5][7]（『愛の宣書』[4]） : 監督渡辺邦男、1946年12月31日公開 - バーのマダム

### 新東宝
特筆以外すべて製作・配給は「新東宝」である。

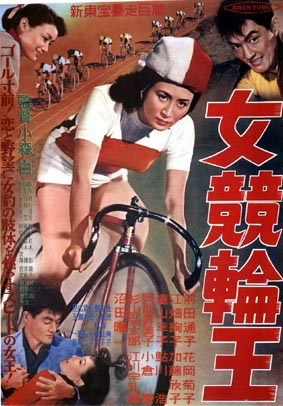
『女競輪王』（1956年）のポスター。

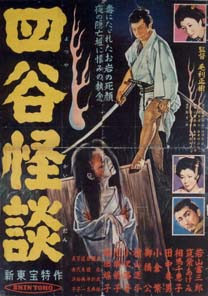
『四谷怪談』（1956年）のポスター。

- 『大江戸の鬼』 : 監督萩原遼、製作新東宝、配給東宝、1947年5月6日公開 - 役名不明、99分尺で現存（NFC所蔵[11]）
- 『見たり聞いたりためしたり』 : 監督斎藤寅次郎、1947年6月10日公開 - お欣
- 『浮世も天国』 : 監督斎藤寅次郎、製作新東宝・吉本プロダクション、配給東宝、1947年9月23日公開 - 質屋のお内儀
- 『愛よ星と共に』 : 監督阿部豊、製作新東宝、配給東宝、1947年9月24日公開 - 女給小夜子
- 『ぼんぼん』 : 監督佐伯清、製作新東宝、配給東宝、1947年11月21日公開 - 女中お春
- 『誰がために金はある』 : 監督斎藤寅次郎、製作新東宝、配給東宝、1948年1月13日公開 - 大家の妻
- 『流星』 : 監督阿部豊、製作新東宝、配給東宝、1948年5月3日公開 - 役名不明、82分尺で現存（NFC所蔵[11]）
- 『平次八百八町』 : 監督佐伯清、製作新東宝・新演伎座、配給東宝、1949年8月8日公開 - お仙、30分尺で現存（NFC所蔵[11]）
- 『鍋島怪猫伝』 : 監督渡辺邦男、製作新東宝、配給東宝、1949年8月23日公開 - 女房お粂
- 『銀座三四郎』 : 監督市川崑、製作新東宝・青柳プロダクション（青柳信雄）、配給東宝、1950年3月30日公開 - 待合のおかみ、改題『銀座の猛者』が64分尺で現存（NFC所蔵[11]）
- 『群盗南蛮船 ぎやまんの宿』[11]（『群盗南蛮船』[4]） : 監督稲垣浩、1950年6月13日公開 - おまさ、94分尺で現存（NFC所蔵[11]）
- 『母情』 : 監督清水宏、1950年6月28日公開 - 役名不明、83分尺で現存（NFC所蔵[11]）

- 『桃の花の咲く下で』 : 監督清水宏、1951年3月24日公開 - 隣室の内儀、73分尺で現存（NFC所蔵[11]）
- 『銀座化粧』 : 監督成瀬巳喜男、製作伊藤プロダクション（伊藤基彦）、配給新東宝、1951年4月14日公開 - 役名不明、87分尺で現存（NFC所蔵[11]）
- 『無国籍者』 : 監督市川崑、製作昭映プロダクション・東横映画、配給東映、1951年4月14日公開 - キヨ・ホテルの女
- 『無宿猫』 : 監督志村敏夫、1951年6月29日公開 - 松崎つる
- 『夜の未亡人』 : 監督島耕二、1951年7月20日公開 - 女給君子
- 『月よりの母』 : 監督阿部豊、1951年8月24日公開 - 八重
- 『さすらいの旅路』[11]（『さすらいの航路』[4]） : 監督中川信夫、1951年11月9日公開 - 木村やす子、82分尺で現存（NFC所蔵[11]）
- 『芸者ワルツ』 : 監督渡辺邦男、1952年10月2日公開 - 六郷とし

- 『恋人のいる街』 : 監督阿部豊、製作東京映画、配給東宝、1953年2月19日公開 - おとよ[9]
- 『アジャパー天国』 : 監督斎藤寅次郎、出演1953年4月15日公開 - おみや、84分尺で現存（NFC所蔵[11]）
- 『もぐら横丁』 : 監督清水宏、1953年5月7日公開 - 女中お君、93分尺で現存（NFC所蔵[11]）
- 『恋文』 : 監督田中絹代、1953年12月13日公開 -  役名不明、97分尺で現存（NFC所蔵[11]）
- 『犬神家の謎 悪魔は踊る』 : 監督渡辺邦男、製作東映東京撮影所、配給東映、1954年8月10日公開 - 犬神竹子

- 『叛乱』 : 監督佐分利信、1954年1月8日公開 - おかみさん、115分尺で現存（NFC所蔵[11]）
- 『巌ちゃん先生行状記 処女合戦』 : 監督志村敏夫、1954年1月22日公開 - おせん
- 『花祭底抜け千一夜』 : 監督斎藤寅次郎、1954年2月17日公開 - おしん
- 『君ゆえに』 : 監督野村浩将、1954年3月3日公開 - 母やえ
- 『潜水艦ろ号未だ浮上せず』 : 監督野村浩将、1954年7月13日公開 -  役名不明、82分尺で現存（NFC所蔵[11]）
- 『鶴亀先生』 : 監督青柳信雄、1954年7月20日公開 - 細君お常
- 『東尋坊の鬼』 : 監督志村敏夫、1954年9月28日公開 - お筆
- 『若い人たち』 : 監督吉村公三郎、製作近代映画協会・全国銀行従業員組合連合会、配給新東宝、1954年11月8日公開 - 志津子の姉、118分尺で現存（NFC所蔵[11]）

- 『隠密若衆』 : 監督渡辺邦男、1955年2月20日公開 - 左膳宅の婆や
- 『爆笑青春列車』 : 監督斎藤寅次郎、1955年2月28日公開 - 妻里枝
- 『森繁の新入社員』 : 監督渡辺邦男、1955年3月21日公開 - 新田ふみ
- 『番場の忠太郎』 : 監督中川信夫、1955年3月29日公開 - 女中ふみ、86分尺で現存（NFC所蔵[11]）
- 『春色大盗伝』 : 監督冬島泰三、1955年4月11日公開 - 女房おきく
- 『のんき裁判』 : 監督渡辺邦男、1955年4月24日公開 - 田崎検事の細君
- 『緋牡丹記』 : 監督野村浩将、1955年5月10日公開 - 下宿のおばさん
- 『母の曲』 : 監督小石栄一、1955年5月15日公開 - すき焼屋の女将、98分尺で現存（NFC所蔵[11]）
- 『狼』 : 監督新藤兼人、製作近代映画協会・独立映画、配給独立映画、1955年7月3日公開 -  役名不明、128分尺で現存（NFC所蔵[11]）
- 『森繁のやりくり社員』 : 監督渡辺邦男、1955年7月5日公開 - 芸者
- 『三等社員と女秘書』 : 監督野村浩将、1955年8月18日公開 - 役名不明、78分尺で現存（NFC所蔵[11]）
- 『森繁のデマカセ紳士』 : 監督渡辺邦男、1955年9月6日公開 - 日高夫人
- 『若夫婦なやまし日記』 : 監督田尻繁、製作東京映画、配給東宝、1955年9月13日公開 - 女房お竹
- 『名月佐太郎笠』 : 監督冬島泰三、1955年11月1日公開 - おげん
- 『風流交番日記』 : 監督松林宗恵、1955年11月8日公開 - その女房、91分尺で現存（NFC所蔵[11]）
- 『関の弥太ッぺ』 : 監督渡辺邦男、1955年11月22日公開 - 市川喜久之助
- 『息子一人に嫁八人』 : 監督志村敏夫、1955年12月6日公開 - 三沢さだ
- 『若人のうたごえ』 : 監督毛利正樹、1955年12月27日公開 - 「いろは」の女将

- 『あばれ行燈』 : 監督渡辺邦男、1956年1月3日公開 - おたき
- 『何故彼女等はそうなったか』 : 監督清水宏、1956年2月5日公開 - 女工、81分尺で現存（NFC所蔵[11]）
- 『びっくり捕物帖 女いれずみ百万両』 : 監督渡辺邦男、1956年2月18日公開 - 髪結のお兼
- 『社長三等兵』 : 監督志村敏夫、1956年3月6日公開 - 外山勝子
- 『駈出し社員とチャッチャ娘』 : 監督毛利正樹、1956年3月20日公開 - 村田かめ
- 『隠密七生記 剣雲碓氷峠の乱陣』 : 監督渡辺邦男、1956年3月27日公開 - 宿の女中
- 『続隠密七生記 龍攘虎搏の決戦』 : 監督渡辺邦男、1956年4月1日公開 - 宿の女中
- 『金語楼の兵隊さん』 : 監督渡辺邦男、1956年5月11日公開 - 妻キヨ子
- 『大学の剣豪 京洛の暴れん坊』 : 監督佐伯幸三、1956年6月6日公開 - 藤の家の女将
- 『怨霊佐倉大騒動』 : 監督渡辺邦男、1956年6月27日公開 - 女房・よし
- 『四谷怪談』 : 監督毛利正樹、1956年7月12日公開 - その妻お弓
- 『女大学野球狂時代』 : 監督小森白、1956年7月26日公開 - 矢淵おくに
- 『金語楼のお巡りさん』 : 監督青柳信雄、1956年8月5日公開 - 横山勝子
- 『勤王? 佐幕? 女人曼陀羅』 : 監督渡辺邦男、1956年8月14日公開 - 妻お杉
- 『続勤王? 佐幕? 女人曼陀羅』 : 監督渡辺邦男、1956年8月29日公開 - 妻お杉
- 『女競輪王』 : 監督小森白、1956年11月21日公開 - 椎野友枝
- 『鬼姫競艶録』 : 監督渡辺邦男、1956年12月28日公開 - 座長しげ、82分尺で現存（NFC所蔵[11]）
- 『妖雲里見快挙伝 前後篇』 : 監督渡辺邦男、1956年12月28日公開 - 五十子

- 『妖雲里見快挙伝 解決篇』 : 監督渡辺邦男、1957年1月9日公開 - 五十子
- 『海の三等兵』 : 監督志村敏夫、1957年1月13日公開 - 森本くに
- 『体当り殺人狂時代』 : 監督斎藤寅次郎、1957年3月3日公開 - 里子夫人
- 『明治天皇と日露大戦争』 : 監督渡辺邦男、応援監督毛利正樹、1957年4月29日公開 - 出征兵士の母、113分尺で現存（NFC所蔵[23]）
- 『怒濤の兄弟』 : 監督志村敏夫、1957年6月5日公開 - 里見厚子
- 『怪談累が渕』（『「怪談累が渕」より怪談かさねが渕』[11]） : 監督中川信夫、1957年7月10日公開 - お鉄、66分尺で現存（NFC所蔵[11]）
- 『白蝋城の妖鬼』 : 監督曲谷守平、1957年7月30日公開 - 姥の槙
- 『修羅八荒 薩多峠の剣陣』 : 監督渡辺邦男、1957年8月13日公開 - おしま
- 『修羅八荒 猛襲伏魔殿』 : 監督渡辺邦男、1957年8月20日公開 - おしま
- 『ひばりの三役 競艶雪之丞変化』 : 監督渡辺邦男、1957年11月17日公開 - 松ケ枝
- 『ひばりの三役 続競艶雪之丞変化』 : 監督渡辺邦男、1957年11月23日公開 - 松ケ枝
- 『飛竜鉄仮面』 : 監督毛利正樹、製作富士映画、配給新東宝、1957年12月15日公開 - 女房おのぶ

- 『金語楼の成金王』 : 監督曲谷守平、1958年1月3日公開 - 政子
- 『坊ちゃん天国』 : 監督近江俊郎、製作富士映画、配給新東宝、1958年1月3日公開 - 忠彦
- 『天城心中 天国に結ぶ恋』 : 監督石井輝男、1958年1月26日公開 - 王家の乳母鈴木トミ
- 『世界の母』 : 監督野村浩将、1958年2月11日公開 - 母しげ
- 『色競べ五人女』 : 監督加戸野五郎、1958年3月9日公開 - 乳母お兼
- 『不如帰』 : 監督土居通芳、1958年5月24日公開 - 妻すみ
- 『おこんの初恋 花嫁七変化』 : 監督渡辺邦男、製作東映東京撮影所、配給東映、1958年7月6日公開 - おさん
- 『坊ぼん罷り通る』 : 監督近江俊郎、製作富士映画、配給新東宝、1958年8月17日公開 - 菊子
- 『宇治みさ子の緋ぢりめん女大名』[5][7]（『緋じりめん女大名』[4]） : 監督毛利正樹、1958年8月24日公開 - 牢番お寅
- 『警察官出世パトロール』 : 監督小森白、製作富士映画、配給新東宝、1958年11月1日公開 - 吉岡桂
- 『爆笑王座征服』 : 監督毛利正樹、1958年12月28日公開 - 挨拶
- 『大暴れ女侠客陣』 : 監督毛利正樹、1958年12月28日公開 - 布袋屋お舟

- 『坊ちゃんに惚れた七人娘』 : 監督近江俊郎、製作富士映画、配給新東宝、1959年1月5日公開 - 菊野花子（オールド・ミス）
- 『カックン超特急』 : 監督近江俊郎、1959年1月15日公開 - あき、66分尺で現存（NFC所蔵[11]）
- 『剣姫千人城』 : 監督加戸野五郎、1959年2月11日公開 - 姉小路
- 『ワンマン今昔物語』 : 監督近江俊郎、製作富士映画、配給新東宝、1959年3月20日公開 - 殺人生命保険員
- 『坊ちゃんとワンマン親爺』 : 監督近江俊郎、製作富士映画、配給新東宝、1959年5月23日公開 - 小六助の妻菊子
- 『東海道四谷怪談』 : 監督中川信夫、1959年7月1日公開 - お槇、77分尺で現存（NFC所蔵[11]）
- 『まぼろし鷹』 : 監督山田達雄、1959年7月24日公開 - 伊吹政江
- 『婦系図 湯島に散る花』 : 監督土居通芳、1959年10月1日公開 - お増
- 『大学の御令嬢』 : 監督近江俊郎、製作富士映画、配給新東宝、1959年11月15日公開 - 井上舎監
- 『東海道弥次喜多珍道中』 : 監督近江俊郎、製作富士映画、配給新東宝、1959年12月27日公開 - お静の母親
- 『晴れのユニホーム』 : 監督吉田功、製作東京文芸プロダクション、配給不明、1959年製作-  役名不明、48分尺で現存（NFC所蔵[11]）

- 『競艶お役者変化』 : 監督加戸野五郎、1960年1月9日公開 - お新
- 『危険な誘惑』 : 監督小林悟、製作富士映画、配給新東宝、1960年1月23日公開 - 厚生施設園長
- 『美男買います』 : 監督曲谷守平、製作富士映画、配給新東宝、1960年2月21日公開 - 伊藤千代
- 『爆発娘罷り通る』 : 監督近江俊郎、製作富士映画、配給新東宝、1960年5月17日公開 - 赫子の母
- 『続々べらんめえ芸者』（『続続べらんめぇ芸者』[6]） : 監督小石栄一、製作東映東京撮影所、配給東映、1960年8月7日公開 - 踊りの師匠
- 『風流深川唄』 : 監督山村聡、製作東映東京撮影所、配給東映、1960年9月13日公開 - お久
- 『裸の谷間』 : 監督小林悟、製作富士映画、配給新東宝、1960年9月17日公開 - もと後家
- 『弥次喜多珍道中 中仙道の巻』 : 監督近江俊郎、製作富士映画、配給新東宝、1960年12月9日公開 - 庄屋の妻
- 『暴力五人娘』 : 監督曲谷守平、1960年12月27日公開 - 保坂学長

- 『恋愛ズバリ講座 第一話』 : 監督三輪彰、1961年1月21日公開 - 女社長
- 『誰よりも金を愛す』 : 監督斎藤寅次郎、1961年2月2日公開 - 庄助の母お鉄、85分尺で現存（NFC所蔵[11]）
- 『風流滑稽譚 仙人部落』 : 監督曲谷守平、1961年2月8日公開 - 松山照子（三姐）
- 『「粘土のお面」より かあちゃん』（『かあちゃん』[11]） : 監督中川信夫、1961年3月15日公開 - その母親、88分尺で現存（NFC所蔵[11]）
- 『私は嘘は申しません』[5][7][11]（『私は嘘を申しません』[4]） : 監督斎藤寅次郎、製作しばたプロダクション（柴田万三）、配給新東宝、1961年4月5日公開 - お兼、81分尺で現存（NFC所蔵[11]）
- 『湯の町姉妹』[5][7]（『湯の街姉妹』[4]） : 監督山田達雄、1961年5月17日公開 - 民子
- 『悲しみはいつも母に』 : 監督中川信夫、1962年6月3日公開 - 女将
- 『太平洋戦争と姫ゆり部隊』 : 監督、製作・配給大蔵映画、1962年4月7日公開 - 大島八重

### フリーランス
下記の通りである。テレビ映画も含む。
- 『孤独の賭け』 : 監督渡邊祐介・鈴木敏郎・伊賀山正光、NET、テレビ映画、1963年10月4日 - 1964年3月27日放映
- 『特別機動捜査隊』 : NET/東映テレビプロダクション、連続テレビ映画
  - 第119話『満員電車』 : 監督今村農夫也、1964年放映
  - 第425話『ドラキュラの牙』 : 監督北村秀敏、1969年放映 - 原
  - 第427話『日本人』 : 監督北村秀敏、1970年放映 - 伸江
  - 第447話『ある女の悲願』 : 監督中村経美、1970年放映
  - 第561話『ある警察官』 : 監督伊賀山正光、1972年放映 - 典子
- 『006は浮気の番号』 : 監督近江俊郎、製作音映映画、配給日活、1965年7月28日公開 - ばあや・お花[8]
- 『遊侠三代』 : 監督村山新治、製作東映東京撮影所、配給東映、1966年6月5日公開 - 料亭女将[7]
- 『てなもんや大騒動』[9]（『幕末 てなもんや大騒動』[7]） : 監督古沢憲吾、製作東宝・宝塚映画製作所・渡辺プロダクション、配給東宝、1967年3月12日公開 - 仲居おせん[9]
- 『ドリフターズですよ! 特訓特訓また特訓』 : 監督渡辺祐介、製作東宝・渡辺プロダクション、配給東宝、1969年1月15日公開[9]
- 『東京バイパス指令』第16話『黒い対決』 : 監督土居通芳、東宝/国際放映/日本テレビ放送網、連続テレビ映画、1969年2月21日放映
- 『非情のライセンス』第33話『兇悪の肌』 : 監督伊賀山正光、NET/東映、連続テレビ映画、1973年11月15日放映
- 『旗本退屈男』 : 東映/NET、連続テレビ映画
  - 第7話『母恋地獄』 : 1973年11月13日放映
  - 第20話『ねらわれた一万両』 : 1974年2月19日放映
- 『大江戸捜査網』第3シリーズ : 東京12チャンネル/三船プロダクション、連続テレビ映画
  - 第28話『怪盗組織に潜入せよ』 : 1974年放映
  - 第105話『足でかせいだ男』 : 1975年放映
- 『破れ傘刀舟悪人狩り』第52話『大江戸火焔太鼓』 : 監督鹿島章弘、NET/三船プロダクション、連続テレビ映画、1975年9月23日放映
- 『江戸特捜指令』第16話『絶体絶命!恐怖の毒蛇地獄』 : 監督長谷和夫、毎日放送/三船プロダクション、1977年1月15日放映
- 『新五捕物帳』第27話『愛の調べに架ける虹』 : 監督江崎実生、ユニオン映画/日本テレビ放送網、1978年4月18日放映
- 『大空港』第42話『ロスアンゼルス密輸ルート 一人旅の少年』 : 監督番匠義彰、フジテレビジョン/松竹、1979年6月25日放映 - 江島みお
- 『地獄の蟲』 : 監督山田達雄、製作・配給マツダ映画社、1979年12月1日公開 - 女房おつね